# Binsenastrild
Der Binsenastrild (Bathilda ruficauda, Syn.: Neochmia ruficauda), auch Binsenamadine genannt, ist eine Art aus der Familie der Prachtfinken. Die Art wird von der IUCN als in geringem Maße gefährdet (near threatened) eingeordnet.

## Erscheinungsbild
Der Binsenastrild erreicht eine Körpergröße von 11 Zentimetern. Das Gesicht sowie die Stirn und das Kinn sind beim Männchen rot gefärbt. Die Oberschwanzdecke ist dunkelrot. Kehle und Brust sowie Rücken und Flügeldecken sind grünlich-grau. Auffallend an dieser Art sind kleine tropfenförmige Flecken von weißer Farbe. Sie verlaufen von der Kopffront über die Kehle und die Brust bis zu den Körperseiten.
Das Weibchen ist insgesamt weniger farbenprächtig als das Männchen. Die Körpergrundfärbung ist eher ein Graugrün. Die rote Gesichtsfärbung ist deutlich weniger ausgeprägt und kann sich auf die Augenumgebung beschränken.
Es gibt auch eine Mutationsform mit mango-gelber Gesichtsfärbung. Diese Art wird umgangssprachlich gelbe Binse oder Buddha-Fink genannt, weil die Farbe den buddhistischen Mönchkutten ähnelt und Binsenastrilden extrem friedfertig sind. Die rotköpfigen Binsenastrilden werden umgangssprachlich rote Binsen, Stern-Finken (vom englischen Namen star finch abgeleitet) oder Rotschwanz-Binsen (vom italienischen Diamante codarossa abgeleitet) genannt.

## Verbreitungsgebiet und Lebensraum
Binsenastrilde kommen von Westaustralien bis nach Nordaustralien vor. Ihr Bestand besteht heute aus mehreren kleinen, voneinander isolierten Populationen. Ein Vergleich der Verbreitungsgebiete seit Beginn des 20. Jahrhunderts zeigt, dass sich der Verbreitungsschwerpunkt von Osten nach Westen verlagert hat.
Es werden zwei Unterarten des Binsenastrilds unterschieden:
- Neochima ruficauda ruficauda stellt die Nominatform dar und ist (bzw. war) im Osten Australiens beheimatet. Sie kam ursprünglich vom mittleren Queensland bis zum mittleren New South Wales vor. Diese Unterart wurde zuletzt im Jahre 2000 beobachtet und ist heute vermutlich ausgestorben. Ursache ist die Lebensraumzerstörung durch Beweidung, die zu einem Rückgang der Nahrungspflanzen geführt hat.
- Neochima ruficauda clarescens, die der Nominatform in der Größe gleicht. Bei dieser Unterart sind jedoch die Farben intensiver. Sie ist im Norden und Nordwesten von Queensland sowie im Norden und Nordwesten Westaustraliens beheimatet. Ihr Wildbestand ist im 20. Jahrhundert extrem zurückgegangen.

Der Binsenastrild bewohnt ähnliche Lebensräume wie die Braunbrustnonne und die Gilbnonne. In Küstennähe sind dies ausgedehnte Sumpfgebiete mit Bestände an wildem Reis, Binsen, Schilf und verschiedenen Gräsern. Weiter im Inland kommt er auf feuchtem Grasland vor, das mit kleinen Büschen und Bäumen bestanden ist. Die wesentliche Anforderung an den Lebensraum ist das Vorhandensein von relativ dichtem Grasunterwuchs.

## Lebensweise

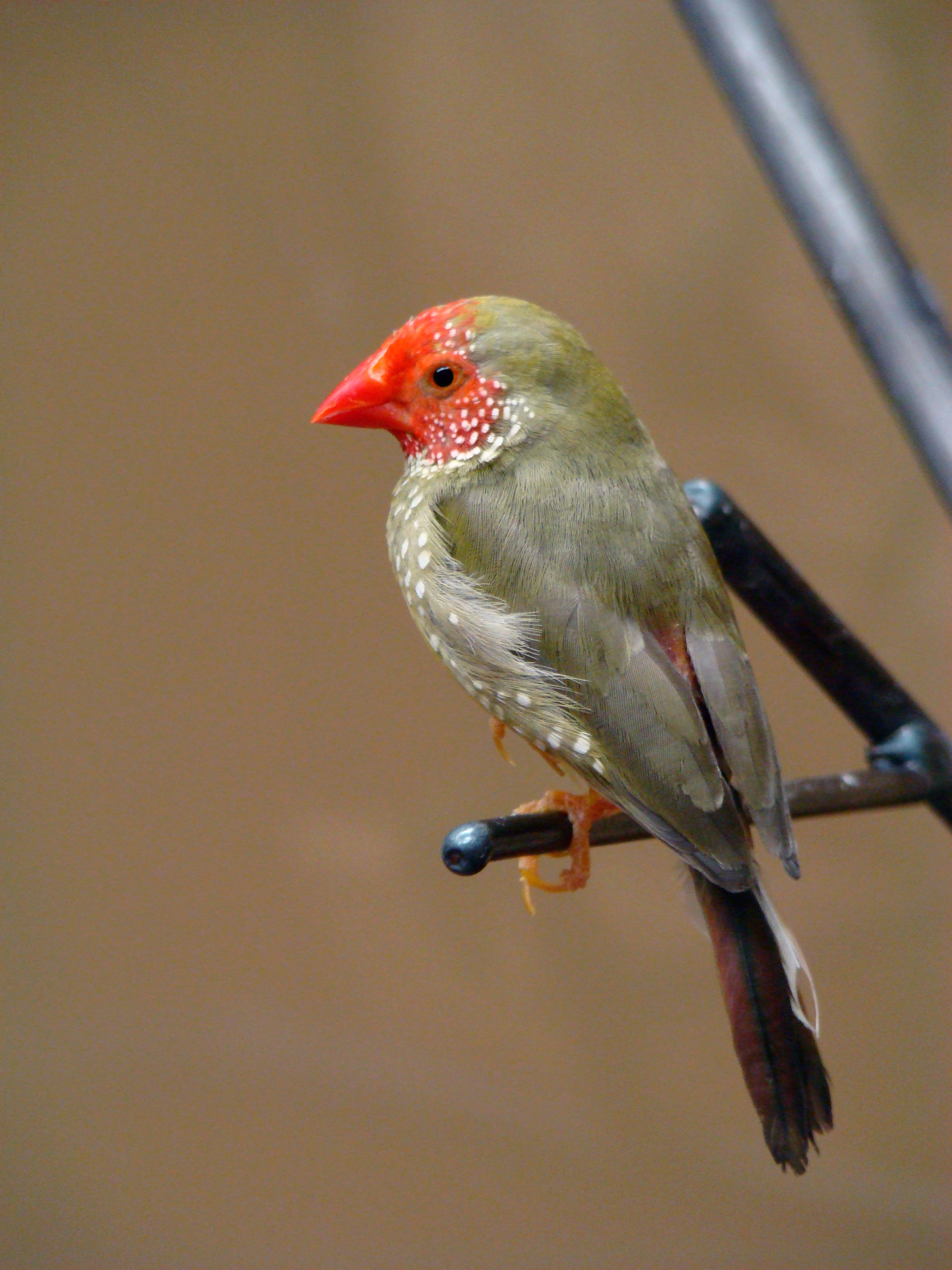

Der Binsenastrild lebt vor allem von Grassamen, bevorzugt von Sämereien in halbreifem Zustand, die in Sumpfgebieten bis weit in die Trockenzeit verfügbar sind. Daneben spielen Insekten eine erhebliche Rolle. Zu Beginn der Regenzeit, wenn fliegende Insekten besonders häufig sind, ist er sogar ein fast reiner Insektenfresser. Der Binsenastrild kommt nur sehr selten zur Nahrungssuche auf den Erdboden, sondern klettert sehr geschickt vor allem an senkrechten Halmen. Während der heißesten Tageszeit sucht er Baumkronen zum Rasten auf. Er ist gelegentlich in Schwärmen von bis zu dreißig Vögeln vergesellschaftet. Diese Schwärme zeigen einen sehr geraden und gleichmäßigen Flug. Ähnlich wie Starenschwärme sind sie zu völlig synchronen Wendungen in der Lage. Diese Flugform zeigen nur wenige australische Prachtfinkenarten, unter ihnen die Zeresamadine und drei Arten der Nonnen.
Die Binsenamadine brütet in der zweiten Hälfte der Regenzeit. Ihre Brutzeit kann sich bei einer ausgedehnten Regenzeit von Dezember bis August erstrecken. Damit weist sie insgesamt eine längere Brutzeit als die Mehrzahl der australischen Prachtfinken auf. Dies hängt mutmaßlich mit ihrem feuchten Lebensraum zusammen, der ihr über längeren Zeitraum genügend und für die Jungenaufzucht geeignete Nahrung bietet. Sie zeigt wie viele andere Prachtfinken eine Halmbalz. Dabei hüpft das Männchen, das einen langen Halm im Schnabel trägt, mit gestreckten Fersengelenken auf der Stelle auf und ab und macht nach jeder Landung eine tiefe Verbeugung. Mit den Sprüngen nähert es sich langsam dem Weibchen. In unmittelbarer Nähe des Weibchens streckt und beugt es die Fersengelenke. Weibchen zeigen andeutungsweise einen ähnlichen Balztanz, wenn sie alleine sind.
Das Nest, das aus langen Grashalmen zusammengefügt wird, wird bevorzugt in Bodennähe gebaut. Das Gelege besteht meist aus fünf bis sechs Eiern, die von beiden Altvögeln bebrütet werden. Die Jungvögel schlüpfen nach etwa 14 Tagen und sind nach 21 Tagen flugfähig. Ihre Geschlechtsreife erreichen sie nach Abschluss der Jugendmauser nach vier bis sechs Monaten.

## Haltung

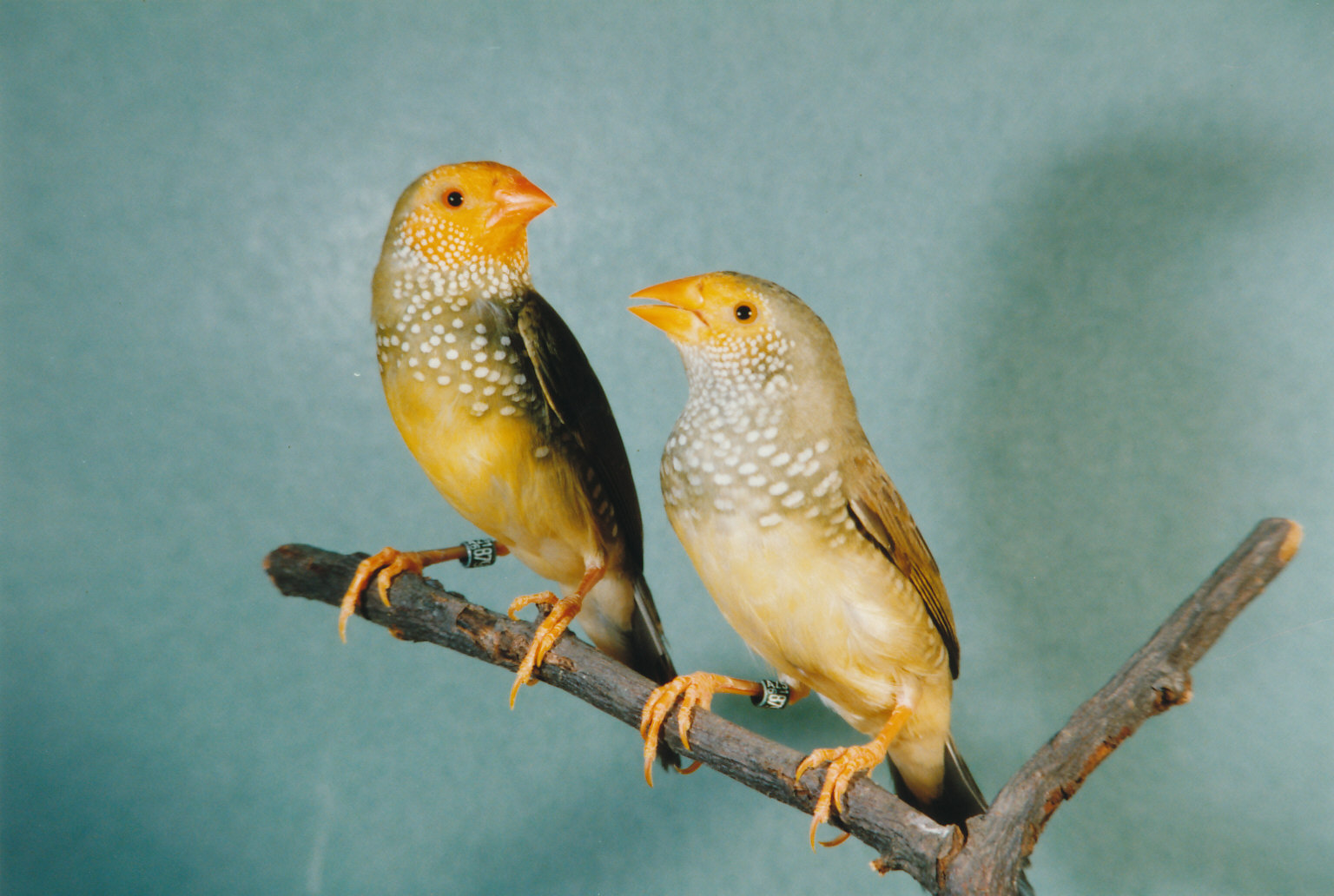

Die farbenprächtigen Binsenastrilde wurden bereits in der zweiten Hälfte des 19. Jahrhunderts als Ziervögel in Europa eingeführt. Die ersten Vögel wurden 1860 im Zoologischen Garten von London gezeigt. 1875 wurden sie erstmals auch in Deutschland gehandelt. Sie sind seitdem – von den Kriegsjahren und der Nachkriegszeit abgesehen – regelmäßig importiert worden. Seit 1960 hat Australien ein Ausfuhrverbot von Wildfängen dieser Vogelart erlassen. Im Handel befinden sich seitdem nur noch gezüchtete Vögel, die sehr widerstandsfähig sind. In Deutschland gab es zwischen 1984 und 1987 zwischen 85 und 120 Züchter, die in diesen Jahren zwischen 700 und 1.000 Jungvögel nachzogen. Die Binsenamadine zählt heute zu den am häufigsten gehaltenen Prachtfinken; es sind ausdauernde und widerstandsfähige Vögel. Im Frankfurter Zoo wurde ein Männchen 14 Jahre gehalten. Für eine artgerechte Haltung ist eine gut strukturierte Volière notwendig. Durch Züchtung entstanden auch gelbköpfige Mutationen. Die Binsenastrilde zwitschern sehr leise und melodisch.
Binsenastrilde sind sehr lebendig, friedfertig, neugierig, vorsichtig und flugfreudig. Sie gedeihen am besten bei einer gleichmäßigen Mindestraumtemperatur von 22 °C und hoher Luftfeuchtigkeit. Die Haltung in Freilandvolieren ist nur dann sinnvoll, wenn die Vögel immer Zugang zu einem beheizten Innengehege haben. Als ideale Haltungsvoraussetzungen gelten große Zimmervolieren. Dann können diese geselligen Vögel, die auch in ihrer Heimat Australien in lockeren Kolonien brüten, sogar in einem kleinen Schwarm gehalten werden. Bei Käfighaltung sollte regelmäßig Freiflug gewährt werden. In gut beheizten Wintergärten können Binsenastrilde auch freifliegen, da sie Pflanzen nicht anknabbern und sehr gut auf sich selbst aufzupassen wissen. Nahrungmäßig sind sie – wie die meisten australischen Prachtfinken – Vegetarier. Abgesehen von Brut- und Zuchtphasen reicht Körnerfutter mit viel kleinkörniger Hirse, Kolbenhirse und Gurken. Zugang zu Wasser ist für sie essentiell. Mehrfach täglich wird geplanscht und gebadet. Geschickt klettern sie auf Halmen und Ästen; mitunter auch kopfüber. Indoor-gehaltene Binsenastrilde benötigen viel Helligkeit (z. B. LED, 6500K) und entweder schwaches UV-Licht (wie Eidechsen oder Schildkröten) oder ausreichende Vitamin-D-Versorgung. Wer nicht züchten will, sollte keine Paare wählen, sondern eingeschlechtliche Mini-Schwärme bilden, da Binsenastrilde bei guter Haltung sehr vermehrungsfreudig sind.

## Belege

### Einzelbelege
1. ↑  BirdLife Factsheet, aufgerufen am 22. Juni 2010
2. ↑  Nicolai et al., S. 66
3. ↑  Nicolai et al., S. 66
4. ↑  Nicolai et al., S. 69
5. ↑  Nicolai et al., S. 67 und S. 68
6. ↑  Nicolai et al., S. 69
7. ↑  Vogelnetzwerk.de - Bericht anzeigen. Abgerufen am 3. November 2019.
8. ↑  Binsenastrilde Geflatter und Gezwitscher - Yellow Star Finches - Neochmia ruficauda. Abgerufen am 3. November 2019 (deutsch).
9. ↑  Star Finch or Neochmia ruficauda. Abgerufen am 3. November 2019.
10. ↑  Star Finch - Neochmia ruficauda. Abgerufen am 3. November 2019.
11. ↑  Estrilda - Interessensgemeinschaft für Artenschutz und Erhaltungszucht exotischer Vögel: Neochmia ruficauda. In: www.estrilda.de. Estrilda, 2. November 2019, ehemals im Original (nicht mehr online verfügbar); abgerufen am 2. November 2019 (deutsch). (Seite nicht mehr abrufbar. Suche in Webarchiven)